# Departamento de Chalatenango

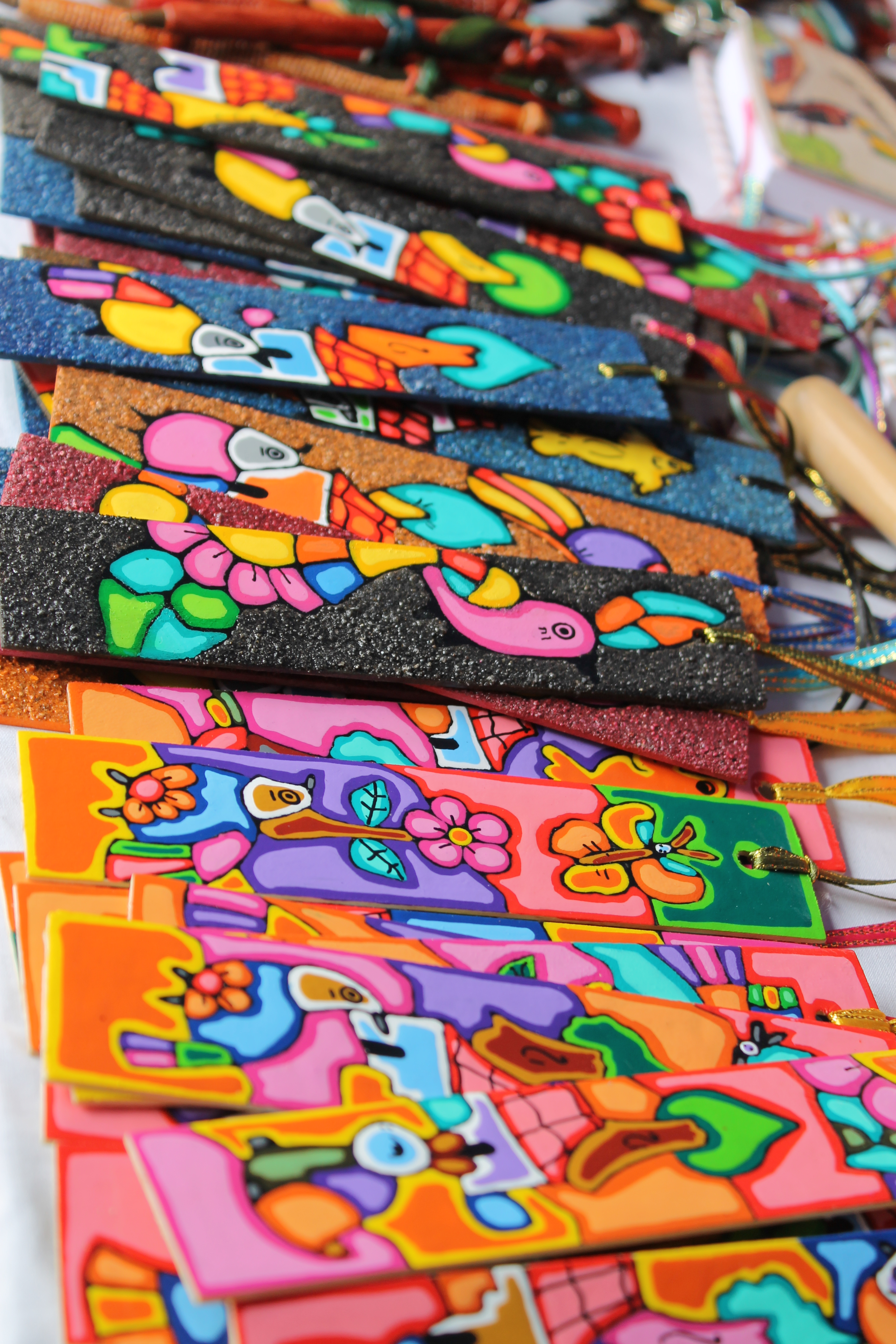
Artesanías de La Palma Chalatenango

Chalatenango es un departamento de El Salvador. Su cabecera departamental es el municipio de Chalatenango. Se encuentra ubicado al norte de la capital del país, San Salvador,  fronterizo con Honduras. En este departamento se ubica el cerro El Pital con 2730 metros de altitud sobre el nivel del mar, siendo este el punto más elevado del país. El clima más frío de El Salvador tiene lugar en estas alturas. 

El actual gobernador departamental es el Lic. Amílcar Iván Monge Monge, nombrado desde el 23 de noviembre de 2020 por el presidente Nayib Bukele. 

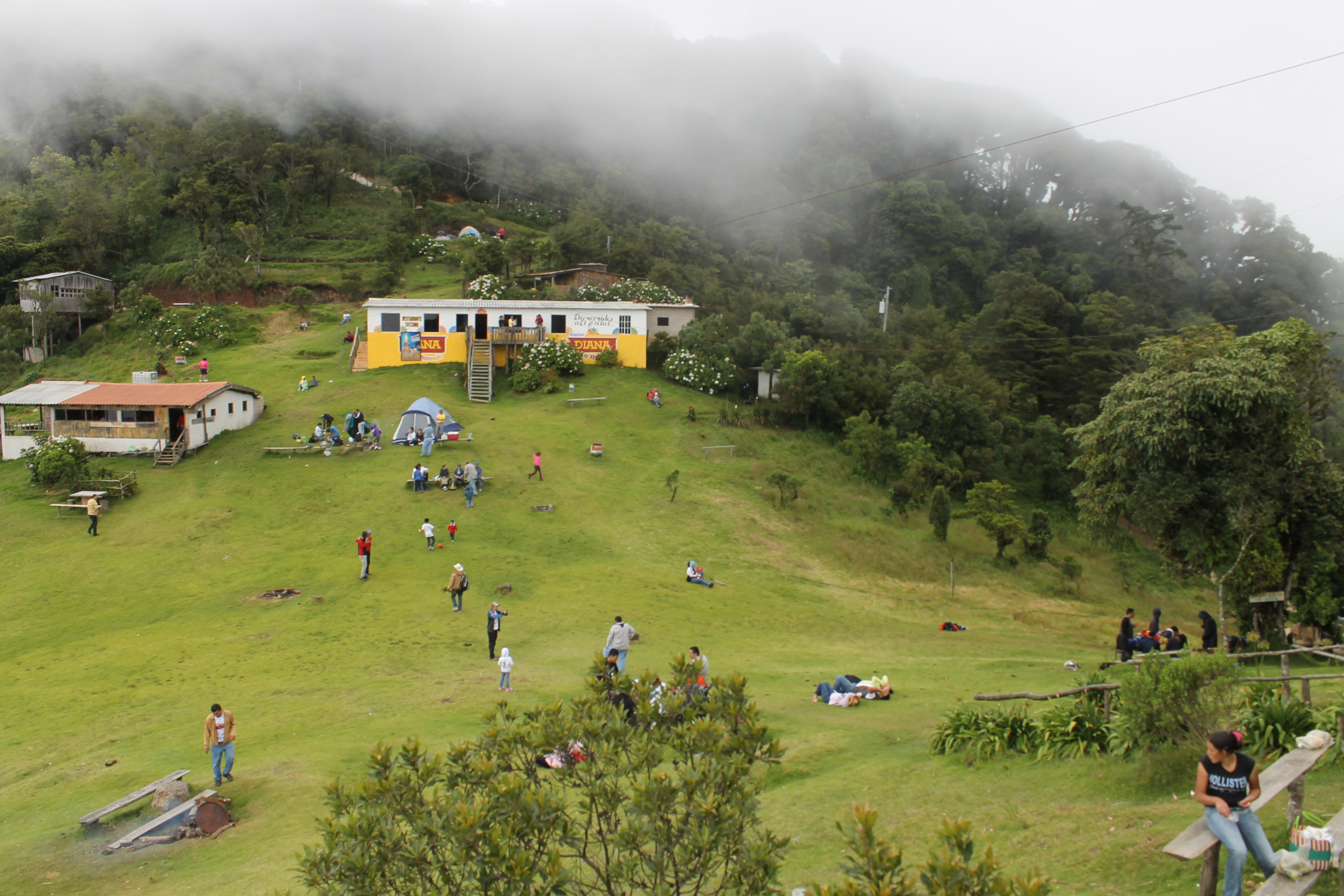
Pital un lunes por la tarde.

## Historia

### Época precolombina
Esta zona fue habitada durante siglos por tribus Lencas que fueron los primeros en llegar a esas tierras. Pero alrededor del año 1500 fueron invadidos por los Pipiles que eran parte del Señorío de Cuzcatlán.
En un principio, las poblaciones Lencas se mostraron rebeldes frente a la autoridad española. En 1537 lucharon contra los invasores al mando del cacique Lempira, de Honduras. El dominio español en este territorio se concretó en la siguiente década y los indígenas tuvieron que regirse por nuevas leyes que les imponían.

### Época Colonial
Luego de la conquista, a mediados del siglo XVI los españoles contabilizaban una escasa población en este territorio que apenas alcanzaba los 100 habitantes y se encontraban muy dispersos.
Originalmente este lugar fue bautizado como San Juan Chalatenango; San Juan (Bautista), porque los españoles eran católicos y así nombraban a muchos lugares con nombres de santos y Chalatenango porque era el nombre primitivo. 
En 1786 el departamento fue parte de la alcaldía mayor de San Salvador. Como el departamento en aquel entonces no tenía tantos habitantes, en 1791 el barón de Carardolet, capitán general del Reino de Guatemala, ordenó la repoblación del lugar con familias de la provincia de Galicia y Asturias (España) debido a la falta de población y mano de obra, según el geógrafo Guillermo Dawson apunta que Chalatenango era una población indígena mandada poblar de gente blanca en 1791, por el barón de Carardolet

### Fundación
Chalatenango obtuvo el título de villa en el año de 1847 y fue elevado al título de departamento por decreto legislativo del 14 de febrero de 1855, en una ley sancionada por el presidente Coronel José María San Martín. Su cabecera lleva por nombre Chalatenango, durante su fundación constó de los distritos o partidos de Chalatenango y Tejutla, creados desde 1786 y de Dulce Nombre de María erigido por ley del 15 de julio de 1919.

## Distritos Municipales
El departamento está subdividido en 33 distritos municipales:
1. Agua Caliente
2. Arcatao
3. Azacualpa
4. Cancasque
5. Chalatenango
6. Citalá
7. Comalapa
8. Concepción Quezaltepeque
9. Dulce Nombre de María
10. El Carrizal
11. El Paraíso
12. La Laguna
13. La Palma
14. La Reina
15. Las Flores
16. Las Vueltas
17. Nombre de Jesús
18. Nueva Concepción
19. Nueva Trinidad
20. Ojos de Agua
21. Potonico
22. San Antonio de la Cruz
23. San Antonio Los Ranchos
24. San Fernando
25. San Francisco Lempa
26. San Francisco Morazán
27. San Ignacio
28. San Isidro Labrador
29. San Luis del Carmen
30. San Miguel de Mercedes
31. San Rafael
32. Santa Rita
33. Tejutla

## Demografía
Según los resultados del CENSO 2024, el departamento Chalatenango cuenta con una población de 185,930 habitantes.

## Religión
| Religión en Chalatenango (2023) | Religión en Chalatenango (2023) | Religión en Chalatenango (2023) | Religión en Chalatenango (2023) | Religión en Chalatenango (2023) |
| ------------------------------- | ------------------------------- | ------------------------------- | ------------------------------- | ------------------------------- |
| Religión                        | Religión                        |                                 | Porcentaje                      | Porcentaje                      |
| Catolicismo                     | Catolicismo                     |                                 | 60 %                            | 60 %                            |
| Protestantismo                  | Protestantismo                  |                                 | 32 %                            | 32 %                            |
| Sin Religión                    | Sin Religión                    |                                 | 7 %                             | 7 %                             |
| Otras religiones                | Otras religiones                |                                 | 1 %                             | 1 %                             |

En Chalatenango la mayoría de la población es cristiana, siendo el Catolicismo y diversas denominaciones del Protestantismo las mayoritarias. El Catolicismo representa el 60% de la población y el Protestantismo representa el 32%, mientras que el 7% de la población no pertenece a ninguna religión y el 1% pertenece a otras religiones.